# Tout brûle déjà
Albums de La Rumeur
1997-2007 Les Inédits
(2007)
Tout brûle déjà est le quatrième album de La Rumeur sorti en France le 23 avril 2012,.

## Liste des morceaux
| No  | Titre                       | Paroles                | Durée |
| --- | --------------------------- | ---------------------- | ----- |
| 1.  | Interdit D'Accès ?          | Ekoué, Hamé, Le Bavar  | 3:52  |
| 2.  | Hors Sujet                  | Ekoué, Hamé, Le Bavar  | 3:53  |
| 3.  | Affaire À Suivre            | Ekoué                  | 3:42  |
| 4.  | La Périphérie Au Centre     | Ekoué, Hamé, Le Bavar  | 3:54  |
| 5.  | Un Soir Comme Un Autre      | Ekoué, Le Bavar        | 4:10  |
| 6.  | Tout Brûle Déjà             | Ekoué, Hamé, Le Bavar  | 3:52  |
| 7.  | Le Chemin Est Long          | Hamé                   | 3:21  |
| 8.  | Tous Ces Mômes Vont Grandir | Ekoué, Hamé, Le Bavar  | 4:06  |
| 9.  | Quand Je Marche, Tu Cours   | Ekoué, Hamé, Le Bavar  | 4:02  |
| 10. | P'tite Laura                | Le Bavar               | 3:25  |
| 11. | Sans Faire De Bruit         | Ekoué, Hamé, Le Bavar  | 3:02  |
| 12. | Hommage À La Marge          | Ekoué, Hamé            | 3:28  |
| 13. | On Marche Tous Vers La Fin  | Keuj, Mourad, La Hyène | 4:29  |